# Abu Bakar Bashir

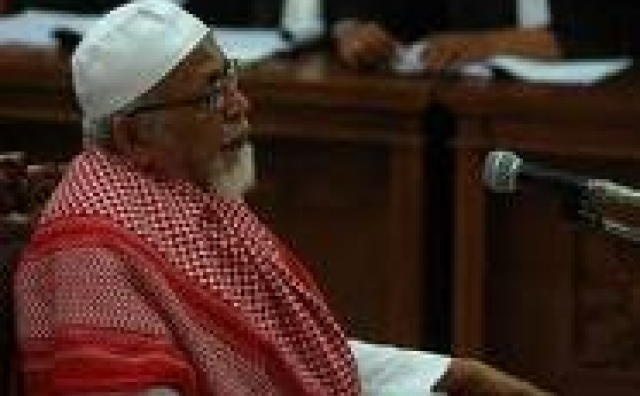
Abu Bakar Bashir, 2011

Abu Bakar Bashir (* 17. August 1938 in Ostjava) ist ein indonesischer Islamist.
Er gründete gemeinsam mit Abdullah Sungkar 1973 die Vereinigung Pondok Ngruki. 1978 wurden beide als Mitglieder des Kommando Dschihad verhaftet. Nach ihrer Freilassung flohen sie nach Johor, Malaysia. 1993 gründeten Abu Bakar Bashir und Abdullah Sungkar die islamistische Terrororganisation Jemaah Islamiyah. Nach Sungkars Tod 1999 übernahm Bashir die spirituelle Führung der Gruppe, musste seine Macht aber früh an jüngere Mitglieder abgeben. Er begründete auch die Rabitatul Mujahidin (1999) und die Majelis Mujahidin Indonesia (2000).
Bashir wurde verdächtigt, an der Planung sowohl der Anschläge auf Bali im Jahr 2002 als auch des Anschlags auf das Marriott Hotel in Jakarta 2003 beteiligt gewesen zu sein. Das Gericht befand am 3. März 2005, dass er an der Verschwörung zur Planung der Bali-Anschläge beteiligt war, nicht jedoch bei dem Marriott-Anschlag, und verurteilte ihn zu lediglich 30 Monaten Haft. Wegen guter Führung wurde er im Juni 2006 entlassen.
2008 gründete er die islamistische Organisation Jamaah Ansharut Tauhid (JAT).
Am 9. August 2010 wurde er von Mitgliedern der Spezialeinheit Densus 88 festgenommen – Bashir wurde vorgeworfen, mit einer neuen Extremistengruppe in der Provinz Aceh in Verbindung zu stehen.
Im Juni 2011 wurde er wegen Unterstützung eines Ausbildungslagers für Terroristen zu 15 Jahren Haft verurteilt. Die Strafe wurde mehrfach reduziert und am 8. Januar 2021 wurde er aus der Haft entlassen.